# Kepler-62f

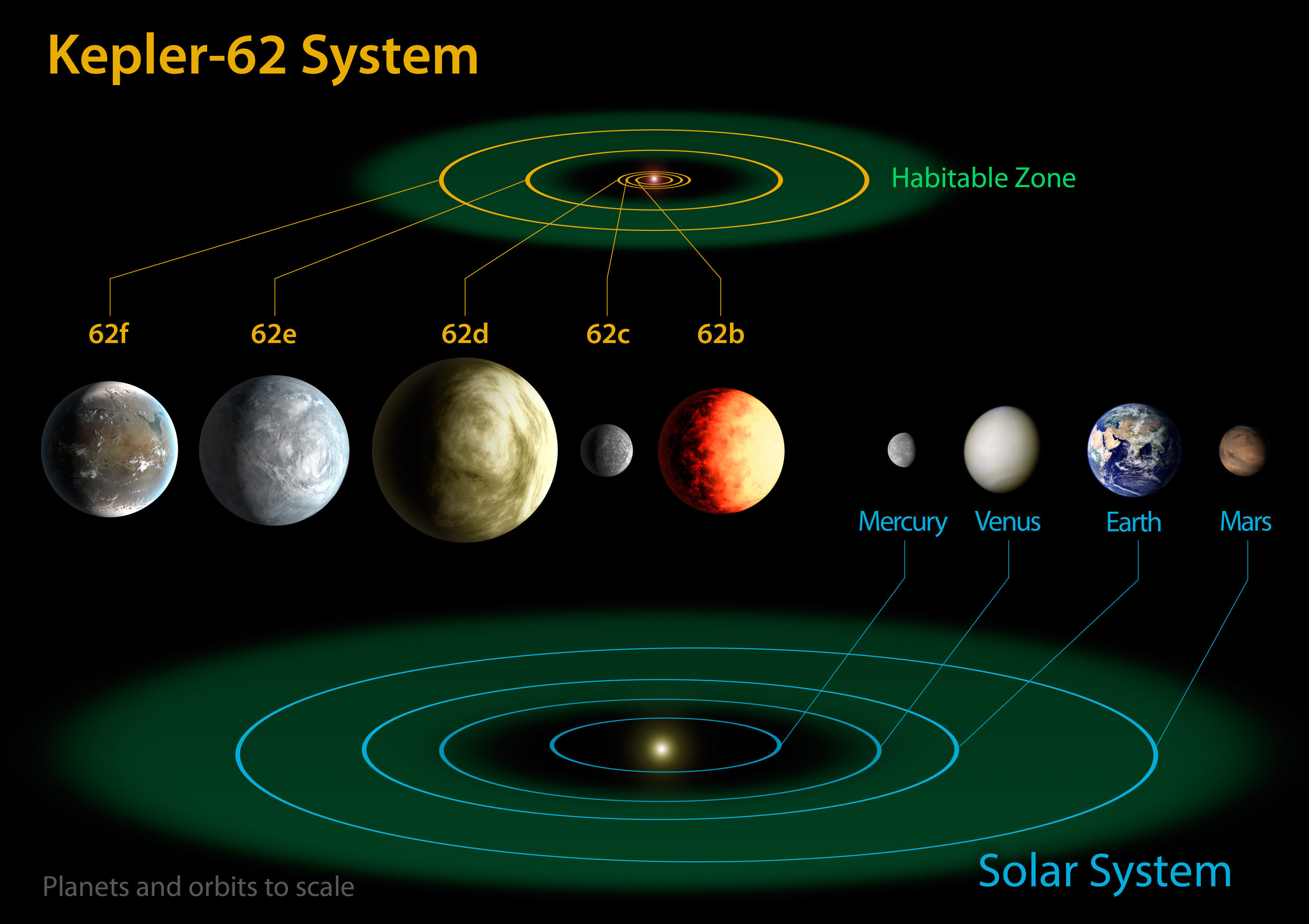
Impresión artística del sistema Kepler-62 (tamaños a escala) en comparación con los planetas del sistema solar interior con sus respectivas zonas habitables.

Kepler-62f es un planeta extrasolar, uno de los cinco descubiertos por el telescopio espacial Kepler de la NASA alrededor de Kepler-62. Se encontró con el método de tránsito, en el que se mide la atenuación que un planeta provoca a su paso por delante de su estrella.

## Características

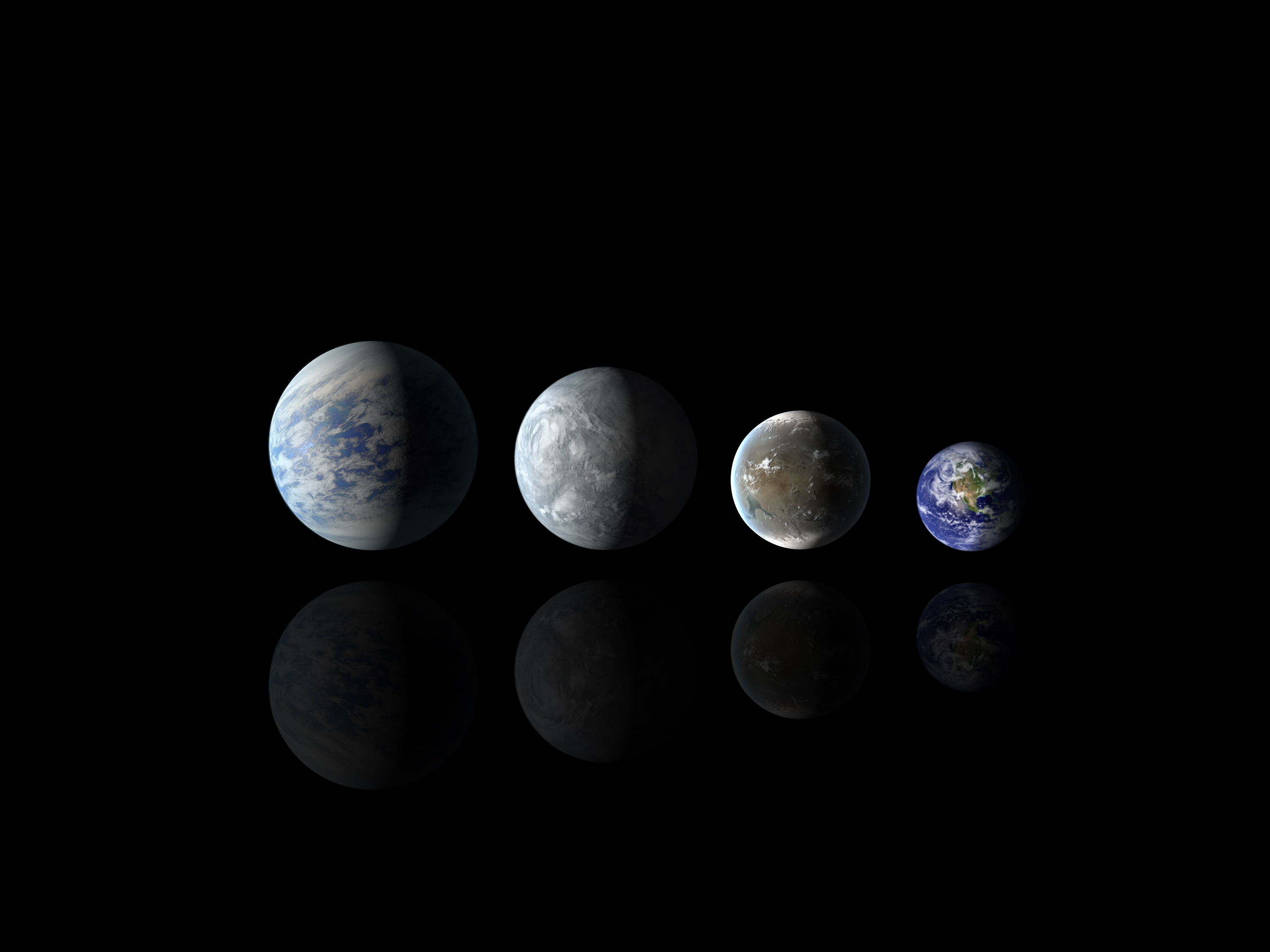
Comparación de las dimensiones de Kepler-69c, Kepler-62e, Kepler-62f, y la Tierra.

### Tamaño y composición
Con un radio de 1,41 R⊕, la masa estimada de Kepler-62f para una composición similar a la de la Tierra es de 2,81 M⊕. Según los estudios del equipo HARPS-N, los cuerpos planetarios con masas inferiores a 6 M⊕ (especialmente aquellos con radios por debajo de los 1,6 R⊕), tienen una alta probabilidad de poseer una composición similar a la terrestre. La masa de Kepler-62f es muy baja como para ser un minineptuno, pero es probable que tenga una atmósfera más densa fruto de una mayor atracción gravitatoria (un 41 % superior a la de la Tierra).

### Temperatura
La temperatura estimada de Kepler-62f, considerando albedo y atmósfera (por densidad y composición) similares a los de la Tierra, es de -33,65 °C, lo que lo convierte en un psicroplaneta (cuerpos planetarios con una temperatura media de entre -50 °C y 0 °C). Su baja temperatura superficial se debe a su posición en la zona habitable del sistema Kepler-62 (desplazada hacia el confín externo de la misma) y a las características de su estrella (clasificada como una enana naranja tipo K2V, con un 20 % de la luminosidad del Sol y un 30 % menos masiva). Sin embargo, es probable que como consecuencia de su mayor masa, cuente con una atmósfera más densa que mejore el reparto de calor superficial y potencie el efecto de los gases de efecto invernadero. Investigaciones recientes sugieren que una presión atmosférica tres veces mayor que la terrestre extendería el confín externo de la zona de habitabilidad en un 18 % y aumentaría sustancialmente la homogeneidad del clima del planeta.

### Edad
Los medios actuales no permiten conocer con exactitud la edad de un exoplaneta, por lo que las estimaciones efectuadas cuentan con un amplio margen de error de más de un 50 %. En el caso de Kepler-62f, su edad se estima en 7000 millones de años, con un margen de hasta 4000 millones de años de diferencia al alza o a la baja. Así pues, aun cuando parece que el sistema es bastante más antiguo que el sistema solar, podría ser más joven o aún más antiguo (casi tanto como el propio universo).

### Anclaje por marea
El acoplamiento de marea es un fenómeno común en exoplanetas que orbitan a estrellas tipo M o K-tardío (enanas rojas y naranjas pequeñas) en su zona de habitabilidad. Como consecuencia de su menor luminosidad, el área en torno a la estrella en la que los cuerpos planetarios podrían tener agua líquida en su superficie se encuentra muy próxima a ellas, suponiendo una mayor exposición a los efectos de la misma, como la gravedad. De este modo, un planeta anclado por marea a su estrella tendría una órbita y rotación sincronizadas, presentando un hemisferio diurno y otro nocturno.
Kepler-62f pertenece a una estrella tipo K2V, demasiado masiva como para que los planetas que la orbiten en su zona habitable se encuentren anclados por marea (especialmente aquellos que se sitúen en el confín externo, como Kepler-62f). La probabilidad de que registre un acoplamiento de marea es prácticamente nula y en caso contrario, tal y como se sospecha que ocurrió en Venus, se debería a algún evento de colisión durante la formación del sistema.

## Índice de similitud con la Tierra
El índice de similitud con la Tierra (IST) mide el parentesco entre las características de un exoplaneta y las de la propia Tierra. Este indicador, aunque no considera varios rasgos importantes de cara a la habitabilidad de un planeta (como la densidad y composición atmosférica, tipo estelar, etc.) y parte de un discutido principio antropocéntrico en el que las características terrestres serían las óptimas para la vida (existe una vertiente contraria que propone la existencia de planetas superhabitables), se utiliza frecuentemente para catalogar a los planetas según su habitabilidad. Al ser más masivo y frío que la Tierra, Kepler-62f registra un discreto IST del 67 %, a pesar de que podría ser más apto para la vida que muchos de los planetas que le superan en la clasificación de planetas potencialmente habitables.